# Nanotecnologia molecolare
La nanotecnologia molecolare (MNT, Molecular nanotechnology) è un concetto che riguarda sistemi funzionali meccanici ingegnerizzati su scala molecolare. Una definizione equivalente potrebbe essere "macchine su scala molecolare progettate e costruite atomo per atomo", il che le rende diverse dai materiali su nanoscala. Basata sulla visione di Richard Feynman di fabbriche in miniatura che utilizzano nanomacchine per costruire prodotti complessi (comprese nanomacchine supplementari), questa forma avanzata di nanotecnologia (o di fabbricazione molecolare) farebbe uso della meccanosintesi controllata posizionalmente guidata da sistemi di macchine molecolari. La MNT coinvolgerebbe principi della fisica dimostrati dalla chimica, altre nanotecnologie e macchine molecolari della vita insieme ai principi di ingegneria dei sistemi trovati nelle attuali fabbriche che operano su macroscala.

## Introduzione
Mentre la chimica convenzionale utilizza processi imprecisi condotti verso un certo equilibrio per ottenere risultati inesatti e la biologia sfrutta processi inesatti per ottenere risultati definitivi, la nanotecnologia molecolare potrebbe impiegare processi originari definitivi per ottenere risultati definitivi. Il desiderio nel campo delle nanotecnologie molecolari sarebbe quello di equilibrare le reazioni molecolari in posizioni e orientamenti posizionalmente controllati per ottenere le reazioni chimiche desiderate, e dunque per costruire sistemi tramite l'ulteriore assemblaggio di prodotti scaturiti da queste reazioni.
Formulare una roadmap per lo sviluppo della MNT è ormai un obiettivo di un progetto tecnologico più esteso condotto da Battelle (il manager di diversi laboratori nazionali degli Stati Uniti) e dal Foresight Institute. Il piano d'azione era originariamente programmato per il completamento entro la fine del 2006, poi all'inizio del 2007 e, più recentemente, si è stabilito di presentarlo nell'ottobre del 2007. La Nanofactory Collaboration è uno sforzo in corso più mirato che coinvolge 23 ricercatori di 10 organizzazioni e 4 paesi che sta sviluppando un concreto programma di ricerca specificamente mirato alla meccanosintesi del diamante posizionalmente controllata e allo sviluppo di una nanoindustria di diamontoidi. Nel mese di agosto del 2005 è stata organizzata dal Centro per una Nanotecnologia Responsabile una task force composta da più di 50 esperti internazionali, provenienti da diversi settori, per studiare le implicazioni sociali dovute alla nanotecnologia molecolare. Ray Kurzweil predice che la MNT esisterà, pienamente funzionale, nel 2025.

## Le applicazioni e le capacità progettate

### Materiali intelligenti e nanosensori
Una proposta di applicazione della MNT è lo sviluppo dei cosiddetti materiali intelligenti. Questo termine si riferisce a qualsiasi tipo di materiale progettato e sviluppato su scala nanometrica per eseguire un compito specifico, e comprende una vasta gamma di possibili applicazioni commerciali. Un esempio potrebbero essere i materiali progettati per rispondere in modo diverso alle varie molecole; una tale capacità potrebbe portare, per esempio, ai farmaci artificiali che riconoscerebbero e renderebbero inerti virus specifici. Un altro esempio è l'idea di strutture di auto-guarigione, le quali riparerebbero piccole lacerazioni su una superficie in modo naturale allo stesso modo degli pneumatici auto-sigillanti o della pelle umana.
Un nanosensore creato dalla MNT dovrebbe assomigliare a un materiale intelligente, che coinvolge una piccola componente all'interno di una macchina più grande che reagirebbe al suo ambiente e ai suoi cambiamenti in alcuni modi intenzionali, fondamentali. Ecco un esempio molto semplice: una fotocellula potrebbe misurare passivamente la luce incidente scaricando la sua energia assorbita come energia elettrica quando la luce passa sopra o sotto una determinata soglia, inviando un segnale a una macchina più grande. Un tale sensore costerebbe presumibilmente meno, consumando meno energia rispetto a un sensore tradizionale, e funziona anche in modo utile in tutte le stesse applicazioni; per esempio, nell'accensione delle luci del parcheggio quando si fa buio.
Mentre i materiali intelligenti e i nanosensori semplificano entrambi le applicazioni utili della MNT, essi impallidiscono al confronto con la complessità tecnologica più comunemente associata al termine nanorobot replicanti.

### Nanorobot replicanti
La nano-fabbricazione per mezzo della MNT è popolarmente legata all'idea di sciami di robot che lavorano insieme coordinati su scala nanometrica, una divulgazione questa ottenuta da una iniziale proposta fatta da Drexler nella sua discussione del 1986 sulla MNT, ma già superata nel 1992. In questa proposta iniziale, i nanorobot sufficientemente capaci costruirebbero più nanorobot in un ambiente artificiale che contenga speciali componenti molecolari.
I critici hanno messo in dubbio sia la fattibilità di nanorobot autoreplicanti che la fattibilità dei controlli, qualora i nanorobot autoreplicanti venissero ad essere realizzati. Essi menzionano la possibilità di mutazioni che rimuovano qualsiasi controllo favorendo la riproduzione di variazioni mutanti patogene. I sostenitori propongono il primo dubbio, sottolineando che il primo replicatore meccanico autonomo su macroscala, fatto di blocchi Lego, è stato costruito e funzionava in via sperimentale nel 2002. Anche se ci sono vantaggi sensoriali presenti nella macroscala rispetto ad apparati sensori limitati alla nanoscala, le proposte di sistemi di fabbricazione meccanosintetici posizionalmente controllati su scala nanometrica impiegano un dead reckoning di tooltip combinati con un progetto sequenziale affidabile di reazione, onde garantire risultati attendibili; quindi un apparato sensorio limitato non è un handicap. Considerazioni analoghe valgono per l'assemblaggio posizionale di piccole nanoparti. I sostenitori affrontano il secondo dubbio, sostenendo che i batteri si sono (necessariamente) evoluti per evolversi, mentre la mutazione nanorobotica potrebbe essere attivamente impedita da comuni tecniche di correzione degli errori. Idee simili vengono sostenute dalla Foresight Guidelines on Molecular Nanotechnology, e la mappa che descrive uno spazio replicatore a 137 dimensioni, recentemente pubblicata da Freitas e Merkle, fornisce numerosi metodi proposti da replicatori che potrebbero, in linea di principio, essere tranquillamente controllati da un buon progetto.
Tuttavia, il concetto del sopprimere la mutazione pone la domanda: Come si può progettare l'evoluzione che si verifica su scala nanometrica senza un processo di mutazione casuale e una selezione deterministica? I detrattori sostengono che i sostenitori della MNT non abbiano fornito un sostituto per tale processo di evoluzione in questa arena nanometrica dove mancano i processi convenzionali di selezione basati sull'apparato sensorio. I limiti dell'apparato sensorio disponibili su scala nanometrica potrebbe rendere difficile o impossibile vagliare i successi dai fallimenti. I sostenitori affermano che l'evoluzione del progetto accadrebbe in modo deterministico e rigorosamente sotto il controllo umano, utilizzando il paradigma di ingegneria tradizionale di ideazione, progettazione, prototipazione, test, analisi e riprogettazione. L'apparato sensorio limitato non è un handicap perché, per esempio, le nanoparti del prototipo potrebbero essere fabbricate mediante il dead reckoning utilizzando posizionalmente tooltip attivi controllati chimicamente, e dunque caratterizzati da tooltip di sonda chimicamente inattivi che scansionano o di altri mezzi tecnici, con errori corretti o con modifiche al progetto implementate nella successiva iterazione di prototipazione.
In ogni caso, dal 1992 le proposte tecniche per la MNT non comprendono nanorobot autoreplicanti, e recenti indicazioni etiche emesse dai sostenitori della MNT vietano l'auto-replicazione sfrenata.

### Nanorobot per la medicina
Una delle applicazioni più importanti della MNT sarebbe la nanorobotica nella medicina, o meglio, nella nanomedicina, una zona esplorata da Robert Freitas in numerosi libri e documenti. La capacità di progettare, costruire e impiegare un gran numero di nanorobot in medicina sarebbe, in maniera ottimale, quella di rendere possibile la rapida eliminazione della malattia e il recupero dal trauma fisico affidabile e relativamente indolore. I nanorobot in medicina potrebbero anche rendere facile la correzione di difetti genetici e contribuire a garantire una "qualità della vita vissuta" (healthspan) notevolmente ampliata. In modo più controverso, i nanorobot in medicina potrebbero essere utilizzati per aumentare le capacità naturali dell'uomo. Tuttavia, a tali nanodispositivi meccanici non è consentito (o non ne è inclusa nel progetto la funzione), di auto-replicarsi all'interno del corpo umano, né i nanorobot avrebbero alcun bisogno di auto-replicarsi poiché verrebbero fabbricati esclusivamente in nanofabbriche attentamente regolamentate.

### Nebbia utile (Utility Fog)

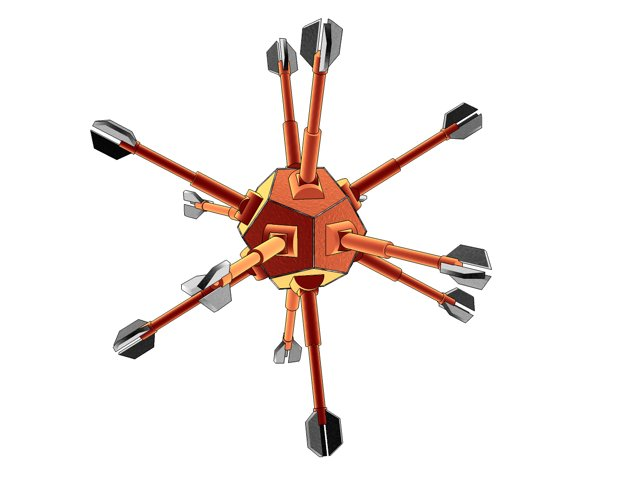
Diagramma di un foglet di 100 micrometri

Un'altra applicazione proposta dalla nanotecnologia molecolare è la "nebbia utile" (utility fog) dove una nuvola di microscopici robot in rete (più semplice degli assemblatori) cambierebbe la sua forma e proprietà per formare oggetti macroscopici e strumenti in conformità ai comandi software impartiti. Invece di modificare le attuali pratiche atte a creare beni materiali di consumo in forme diverse, la nebbia utile (utility fog) li sostituirebbe semplicemente con tanti altri possibili oggetti fisici.
Una descrizione dell'utility fog si trova nell'articolo di M. Elisabetta Bonafede La realtà artificiale dei foglets.

### Ottica con allineamento di fase
Un'altra applicazione della nanotecnologia molecolare potrebbe essere l'ottica con allineamento di fase (PAO, Phased-Array Optics). Tuttavia, questo problema sembra essere indirizzabile per mezzo della normale tecnologia su scala nanometrica. La PAO userebbe il principio della tecnologia millimetrica di allineamento di fase, ma a lunghezze d'onda ottiche. Ciò consentirebbe la duplicazione (soltanto virtuale) di ogni sorta di effetto ottico. Gli utenti potrebbero richiedere ologrammi, albe e tramonti, o laser mobili secondo l'umore. I sistemi PAO sono stati descritti in Nanotechnology:  Molecular Speculations on Global Abundance, nell'articolo di Brian Wowk "Phased-Array Optics".

## Potenziali impatti sociali
Nonostante l'attuale stato di sviluppo precoce delle nanotecnologie e della nanotecnologia molecolare in particolare, molto più preoccupazioni circondano l'impatto previsto della MNT sull'economia e sul diritto. Alcuni ipotizzano che la MNT susciterebbe una forte reazione dell'opinione pubblica, come è avvenuto recentemente per quanto concerne le piante geneticamente modificate e la prospettiva della clonazione umana. Qualunque siano i precisi effetti, se conseguiti, la MNT avrebbe la tendenza a sconvolgere le attuali strutture economiche, riducendo la scarsità di manufatti, producendo molti più beni fabbricabili (come cibo e prodotti per la lotta contro l'AIDS).
Si ritiene generalmente che i futuri cittadini di una società nanotecnologica molecolare avrebbero ancora necessità di denaro, sotto forma di denaro digitale falsificabile o moneta metallica (specie) materiale (in speciali circostanze). Essi potrebbero utilizzare tale denaro per acquistare beni e servizi che sono unici o limitati all'interno del sistema solare, i quali potrebbero comprendere: materia, energia, informazione, immobili, servizi di progettazione, servizi di intrattenimento, servizi legali, la fama, il potere politico o l'attenzione di altre persone ai messaggi politici / religiosi / filosofici. Inoltre, i futuristi devono considerare la guerra, anche tra gli Stati prosperi, e non solo obiettivi economici.
Se la MNT è stata realizzata, alcune risorse rimangono limitate, in quanto gli unici oggetti fisici sono limitati (un appezzamento di terreno nel Gerusalemme reale, i diritti di estrazione mineraria per i più grandi asteroidi prossimi alla Terra), o perché dipendono dalla buona volontà di una determinata persona (l'amore di una persona famosa, un dipinto di un artista famoso). La domanda eccederà sempre l'offerta per alcune cose, e l'economia politica potrebbe continuare ad esistere in ogni caso. Se l'interesse per queste risorse limitate diminuirebbe con l'avvento della realtà virtuale, dove esse possono facilmente essere sostituite, non è ancora chiaro; uno dei motivi del perché non potrebbe è una preferenza per l'ipotetica "cosa reale" (the real thing).
La nanotecnologia molecolare solleva anche la possibilità di riparare le cellule che sono stati vetrificate attraverso la conservazione crionica così come l'abolizione delle malattie, incurabili con i mezzi odierni, quando un individuo rinasce dalla stasi crionica - creando la condizione in cui gli individui potrebbero essere ritenuti responsabili per le loro azioni anche dopo la morte.

### Rischi
La nanotecnologia molecolare è una delle tecnologie che alcuni analisti ritengono potrebbe portare a una singolarità tecnologica.
Altri ritengono che la nanotecnologia molecolare potrebbe comportare rischi scoraggianti. Plausibilmente potrebbe consentire armi convenzionali più a buon mercato e più distruttive. Inoltre, la nanotecnologia molecolare potrebbe consentire armi di distruzione di massa in grado di auto-replicarsi, come fanno i virus e le cellule tumorali quando attaccano il corpo umano. I commentatori generalmente concordano sul fatto che, nel caso in cui la nanotecnologia molecolare venisse sviluppata, il genere umano dovrebbe consentire l'autoreplicazione solo sotto condizioni molto controllate o "intrinsecamente sicure".
Esiste la paura che i robot nanomeccanici, se realizzati, e se progettati per auto-replicarsi utilizzando materiali naturali (un compito difficile), potrebbero consumare l'intero pianeta a causa della loro fame di materie prime, o semplicemente tagliar fuori il ciclo di vita naturale, non potendo esso competere per l'energia (come è successo storicamente quando le alghe verdi-azzurre apparvero battendo nella competizione le forme di vita precedenti). Alcuni commentatori hanno fatto riferimento a questa situazione come al "grey goo", la poltiglia grigia, o allo scenario di ecofagia. Kim Eric Drexler, nelle successive edizioni di Engines of Creation, lo considera uno scenario accidentale estremamente probabile.
Alla luce di questa percezione di pericolo potenziale, il Foresight Institute (fondato da Kim Eric Drexler per prepararsi all'arrivo delle future tecnologie) ha elaborato una serie di linee guida per lo sviluppo etico della nanotecnologia. Queste includono il divieto di libero foraggiamento agli pseudo-organismi auto-replicanti almeno sulla superficie della Terra e possibilmente in altri luoghi.

## Critica e problemi tecnici
La fattibilità delle tecnologie di base analizzate nei nanosistemi è stata oggetto di una revisione formale scientifica da parte della National Academy of Sciences degli Stati Uniti, ed è anche stata al centro di un ampio dibattito su internet e nella stampa popolare.

### Studi e raccomandazioni dallaU.S. National Academy of Sciences
Nel 2006 la National Academy of Sciences statunitense, ha pubblicato la relazione di uno studio sulla produzione molecolare come parte di un rapporto più lungo, A Matter of Size: Triennial Review of the National Nanotechnology Initiative. Il comitato di studio ha esaminato il contenuto tecnico di Nanosistemi, e nella sua conclusione stabilisce che nessuna analisi teorica attuale può essere considerata definitiva per quanto concerne le diverse domande sulle prestazioni potenziali del sistema e che i percorsi ottimali per implementare i sistemi ad alte prestazioni non possono essere previsti con sicurezza. Si raccomanda una ricerca sperimentale per far progredire le conoscenze in questo settore:

### Assemblatori universali contro le nano-industrie
Una sezione in Engines of Creation di Drexler si intitola "Assemblatori Universali" (Universal Assemblers), e il testo successivo parla di assemblatori molecolari che potrebbero ipoteticamente "costruire quasi tutto ciò che le leggi della natura consentono di esistere". Il collega di Drexler, Ralph Merkle, ha rilevato che, contrariamente alla leggenda diffusa, Drexler non ha mai sostenuto che i sistemi di assemblatori potessero costruire assolutamente qualsiasi struttura molecolare. Le note di chiusura nel libro di Drexler spiegano la "quasi" qualificazione:
Nel 1992 Drexler pubblicò Nanosystems: Molecular Machinery, Manufacturing, and Computation, una proposta dettagliata per sintetizzare strutture covalenti rigide utilizzando una fabbrica da tavolo (table-top factory). Sebbene una tale nanofabbrica sarebbe molto meno potente di un assemblatore proteiforme universale, sarebbe comunque enormemente capace. Le strutture del diamontoide e di altre strutture rigide covalenti, se realizzate, avrebbero una vasta gamma di applicazioni possibili, che vanno ben oltre l'attuale tecnologia MEMS. Uno schema di un percorso è stato avanzato nel 1992 per la costruzione di una fabbrica da tavolo in mancanza di un assemblatore quasi-universale. Altri ricercatori hanno cominciato a portare avanti, in modo sperimentale, i percorsi alternativi proposti, per questo negli anni successivi venne pubblicato "Nanosystems".

### Il dibattito di Smalley-Drexler
Molti ricercatori, incluso il vincitore del Premio Nobel Richard Smalley (1943-2005), hanno attaccato il concetto di assemblatori universali, portando a un rifiuto da parte di Drexler e colleghi, e infine ad uno scambio di lettere. Smalley sosteneva che la chimica è estremamente complicata, le reazioni sono difficili da controllare, e che un assemblatore universale è fantascienza. Drexler e colleghi, tuttavia, facevano osservare che Drexler non aveva mai proposto assemblatori universali in grado di fare assolutamente qualsiasi cosa, ma ha invece suggerito assemblatori più limitati in grado di effettuare un varietà molto ampia di cose. Essi sfidarono la rilevanza degli argomenti di Smalley con le proposte più specifiche avanzate in Nanosystems.

### La fattibilità delle proposte neinanosistemi
La fattibilità delle proposte di Drexler dipende ampiamente, dunque, dal fatto se i progetti come quelli in Nanosystems potrebbero essere fabbricati in assenza di un assemblatore universale che li costruisca e se lavorerebbero così come descritti. I sostenitori della nanotecnologia molecolare dichiarano frequentemente che nessun errore significativo è stato scoperto in Nanosystems fin dal 1992. Anche alcuni critici ammettono che "Drexler ha attentamente esaminato una serie di principi fisici alla base degli aspetti di 'alto livello' dei nanosistemi da lui proposti e, anzi, in alcuni dettagli ha pensato riguardo a qualche questione".
Altri critici sostengono, ad ogni modo, che Nanosystems omette importanti dettagli chimici in merito al 'linguaggio macchina' di basso livello della nanotecnologia molecolare. Essi affermano inoltre che gran parte dell'altra chimica di basso livello in Nanosystems richiede un ampio lavoro supplementare, e che i progetti di più alto livello di Drexler permangono quindi su basi speculative. Un recente ulteriore lavoro di Freitas e Merkle è mirato a rafforzare queste basi colmando le lacune esistenti nella chimica di basso livello.
Drexler sostiene che potrebbe rendersi necessario attendere fino a che la nostra nanotecnologia convenzionale migliori prima di risolvere queste questioni:
Tuttavia, Freitas e Merkle sostengono che uno sforzo concentrato per raggiungere la meccanosintesi del diamante (DMS, Diamond MechanoSynthesis) può iniziare adesso, utilizzando la tecnologia esistente, e potrebbe conseguire il successo in meno di un decennio se viene perseguito il loro
Per riassumere gli argomenti contro di fattibilità: in primo luogo, i critici sostengono che l'ostacolo maggiore al conseguimento della nanotecnologia molecolare è la mancanza di un modo efficiente di creare macchine su scala molecolare/atomica, specialmente in assenza di un percorso ben definito verso un assemblatore auto-replicante o nanofabbrica di diamontoidi; mentre i sostenitori ribattono che si sta già sviluppando un percorso di ricerca preliminare per la sua realizzazione.
Una seconda difficoltà nel raggiungere la nanotecnologia molecolare è il progetto. Il progetto manuale di un equipaggiamento o di rilevamento a livello atomico è un compito estenuante. Mentre Drexler, Merkle e altri hanno creato alcuni progetti di parti semplici, nessuno sforzo complessivo di progettazione, ben lontano dalla complessità di una Model T Ford, è stato tentato. I sostenitori rispondono che è difficile a intraprendere uno sforzo complessivo di progettazione, in assenza di significativi finanziamenti e che, nonostante questo handicap, sono stati comunque portati avanti molti utili progetti compiuti con nuovi strumenti software, sviluppati per es. a Nanorex.
Una terza difficoltà nel realizzare la tecnologia molecolare è la separazione tra sperimentazioni di successo e sperimentazioni fallite spiegandone i meccanismi che ha portato al fallimento. Diversamente dall'evoluzione biologica, che procede per variazioni casuali negli insiemi di organismi combinati con la riproduzione/estinzione deterministica come un processo di selezione per ottenere una grande complessità, nel corso di miliardi di anni, la progettazione deliberata e costruzione di meccanismi su nanoscala richiede altri mezzi di riproduzione/estinzione per vagliare i successi dai fallimenti nel procedere dalla semplicità alla complessità. Tali mezzi sono difficili da stabilire (e attualmente inesistenti) se non altro per i piccoli assemblaggi di atomi osservabili con un microscopio a forza atomica (AFM, Atomic Force Microscope) o microscopio a effetto tunnel (STM, Scanning Tunneling Microscope). I sostenitori concordano sul fatto che questo sia un valido vincolo che utilizza l'attuale tecnologia, ma insistono sul fatto che non è un vincolo fondamentale imposto dalle leggi della fisica. Essi affermano che, una volta che i tooltip meccanosintetici e gli strumenti molecolari simili posizionalmente controllati in futuro vengano fabbricati, la stessa tecnologia potrebbe permettere prototipazione, sperimentazione e rielaborazione di progetti falliti. Tuttavia, sia i critici che i sostenitori concordano sul fatto che questa aspettativa rimane da dimostrare e che ulteriori ricerche saranno richieste per risolvere il problema.
Nell'ultimo rapporto, A Matter of Size: Triennial Review of the National Nanotechnology Initiative, pubblicato dalla National Academies Press nel dicembre del 2006 (grosso modo venti anni dopo la pubblicazione di Engines of Creation), nessun chiaro percorso che conduce alla nanotecnologia molecolare potrebbe ancora essere visto, come viene spiegato nella conclusione a pagina 108 del rapporto:
La presente richiesta per una ricerca che conduce a dimostrazioni viene accolta da gruppi, come la  Nanofactory Collaboration, che stanno specificamente cercando di ottenere successi sperimentali nella meccanosintesi del diamante. Forse la futura "Roadmap Tecnologica per nanosistemi produttivi" (Roadmap for Productive Nanosystems) offrirà ulteriori spunti costruttivi.
È forse interessante chiedersi se la maggior parte delle strutture coerenti con le leggi della fisica possano in realtà essere fabbricate. È più difficile rispondere a tale questione che, per esempio, a quella del teorema dei quattro colori che venne proposta nel 1852 e dimostrata nel 1976, ed è concettualmente impossibile dimostrarne la sua negazione, poiché nessuna prova mediante un contro-esempio può essere fornita. I sostenitori affermano che per raggiungere la maggior parte della capacità di fabbricazione molecolare non è necessario essere in grado di costruire "qualsiasi struttura compatible con la legge naturale". Piuttosto, è necessario essere in grado di costruire solo un sufficiente sottoinsieme (possibilmente modesto) di tali strutture - come è vero, infatti, per qualsiasi processo di fabbricazione utilizzato nel mondo di oggi, e anche in biologia. In ogni evento, come si espresse una volta Richard Feynman
(The Character of Physical Law, Richard Feynman.)

### I lavori esistenti sulla meccanosintesi del diamante
Vi è un crescente corpo di lavoro teorico revisionato in modo paritetico sulla sintesi del diamante tramite la rimozione / aggiunta in modo meccanico di atomi di idrogeno e depositando atomi di carbonio (un processo noto come meccanosintesi). Questo lavoro sta lentamente permeando la comunità più vasta di nanoscienza ed è criticato. Per esempio, Peng et al. (2006) (Nell'attività di ricerca permanente, da Freitas, Merkle e dai loro collaboratori) riferisce che il più studiato motivo di tooltip di mecanosintesi (DCB6Ge) colloca con successo un dimero di carbonio C2 su una superficie di diamante C(110), sia a 300 K (temperatura ambiente) che a 80 K (temperatura dell'azoto liquido), e che la variante di silicio (DCB6Si) lavora anche a 80 K, ma non a 300 K. Oltre 100.000 ore di CPU sono stati investiti in quest'ultimo studio. Il motivo di tooltip DCB6, inizialmente descritto da Merkle e Freitas alla Foresight Conference del 2002, è stato il primo tooltip completo mai proposto per la meccanosintesi del diamante e rimane l'unico motivo di tooltip simulato con successo per la sua funzione designata su una completa superficie di diamante di 200 atomi.
I tooltip modellati in questo lavoro sono destinati ad essere utilizzati soltanto in ambienti accuratamente controllati (per es. sottovuoto). I limiti massimi accettabili per tooltip di traslazione ed errori di spostamenti rotazionali sono riportati in Peng et al. (2006) - i tooltip devono essere posizionati con grande precisione per evitare di legare il dimero in modo errato. Un osservatore scettico potrebbe inizialmente osservare l'incertezza della posizione in cui è collocato l'atomo di carbonio nella figura 9 di questo lavoro e concludere che essa è raggiunta solo attraverso un semplice trucco come per il testo dell'articolo:
Qualche critico potrebbe obiettare che ciò ignora irrealisticamente la necessità per alcuni tipi di strutture più grandi di posizionare il manico dello strumento rispetto al pezzo in lavorazione, la struttura più grande la necessità di avere la sua propria rigidità non-infinita e modi vibrazionali finiti che comportano un'incertezza posizionale aggiuntiva. Tuttavia, Peng et al. (2006) riferiscono che incrementando lo spessore del manico da 4 piani di sostegno di atomi di C sopra il tooltip a 5 piani diminuisce la frequenza di risonanza dell'intera struttura da 2,0 THz a 1,8 THz. Ancora più importante, le impronte vibrazionali di un tooltip DCB6Ge montato su un manico di 384 atomi e dello stesso tooltip montato su uno altrettanto limitato, ma molto più grande di un manico "crossbar" di 636 atomi, sono virtualmente identici nelle direzioni non-crossbar. Gli studi computazionali supplementari che modellano strutture di manico ancora più grandi sono i benvenuti, ma la capacità di posizionare con precisione le punte (tips) di SPM per la necessaria precisione non atomica è stata più volte sperimentalmente dimostrata a bassa temperatura, costituendo una prova dell'esistenza di base per questa funzionalità.
Ulteriori ricerche che prendano in considerazione i tooltip aggiuntivi richiederanno una chimica computazionale con tempi lunghi e un lavoro di laboratorio difficile.
Una nanofabbrica in funzione richiederebbe una serie di punte (tips) ben progettate per reazioni diverse e analisi dettagliate nel posizionare atomi su superfici più complicate. Sebbene questo sembra un problema impegnativo, considerate le attuali risorse, molti strumenti saranno disponibili per aiutare i futuri ricercatori: la legge di Moore  predice un ulteriore aumento della potenza del computer, mentre le tecniche di fabbricazione di semiconduttori continuano ad avvicinarsi alla scala nanometrica e i ricercatori della nuova chimica diventano sempre più abili a utilizzare le proteine, i ribosomi e il DNA.

## Opere di riferimento
- Il principale lavoro tecnico di riferimento riguardante questo argomento è Nanosystems: Molecular Machinery, Manufacturing, and Computation,[8] un'indagine approfondita basata sulla fisica di una particolare classe di nanomacchine potenziali e sistemi di produzione molecolare, con ampie analisi riguardo alla loro fattibilità e prestazione. I nanosistemi sono strettamente legati alla tesi di dottorato al MIT di Drexler, "Molecular Machinery and Manufacturing with Applications to Computation".[52] Entrambe le opere discutono anche riguardo all'iter di sviluppo tecnologico che inizia con la scansione di sonda e le tecnologie biomolecolari.
- Drexler e altri estendevano le idee della nanotecnologia molecolare in molti altri libri. Unbounding the Future: the Nanotechnology Revolution[53] o Unbounding the Future è un libro facile da leggere che introduce le idee della nanotecnologia molecolare in un modo non troppo tecnico. Altre opere di rilievo su questa stessa linea sono Nanomedicine Vol. I[54] e Vol. IIA[55] di Robert Freitas e Kinematic Self-Replicating Machines[56] di Robert Freitas e Ralph Merkle.
- Nanotechnology:  Molecular Speculations on Global Abundance[57] curata da B.C. Crandall offre interessanti idee per le applicazioni in nanotecnologia molecolare.

## Opere di fantascienza
- In The Diamond Age di Neal Stephenson i diamanti possono essere fabbricati semplicemente partendo dagli atomi di carbonio. Inoltre tutti i tipi di dispositivi, dal rilevamento della dimensione delle polveri agli zeppelin di diamanti giganti, sono costruiti atomo per atomo utilizzando soltanto atomi di carbonio, ossigeno, azoto e cloro.
- Nel romanzo Tomorrow[58] di Andrew Saltzman, uno scienziato usa la nanorobotica per creare un liquido che quando iniettato nel sangue, rende la persona quasi invincibile dato che le macchine microscopiche riparano il tessuto danneggiato quasi istantaneamente.

- Nella serie manga Battle Angel Alita lo scienziato Desty Nova è specializzato in nanotecnologia molecolare.
- Nel romanzo Preda (romanzo)(2002) M. Crichton affronta i temi dell'intelligenza nanorobotica applicata alle biotecnologie e le conseguenze di una sua perdita di controllo, ipotizzando quanto un'azienda possa diventare spericolata o avventata di fronte a notevoli possibilità di guadagno